# Srednji Bučumet
Srednji Bučumet (en serbe cyrillique : Средњи Бучумет) est un village de Serbie situé dans la municipalité de Medveđa, district de Jablanica. Au recensement de 2011, il comptait 146 habitants.

## Démographie
| 1948 | 1953 | 1961 | 1971 | 1981 | 1991 | 2002 | 2011 |
| ---- | ---- | ---- | ---- | ---- | ---- | ---- | ---- |
| 657  | 725  | 751  | 566  | 454  | 306  | 207  | 146  |

|  |